# Rhinella jimi
Espèce
Synonymes
- Bufo jimi Stevaux, 2002

Statut de conservation UICN

 LC  : Préoccupation mineure
Rhinella jimi est une espèce d'amphibiens de la famille des Bufonidae.

## Répartition
Cette espèce est endémique de la Caatinga au Brésil. Elle se rencontre jusqu'à 200 km de la côte et jusqu'à 800 m d'altitude dans les États du Maranhão, du Piauí, du Ceará, du Rio Grande do Norte, du Paraíba, du Pernambouc, d'Alagoas, du Sergipe et de Bahia.

## Description
Le mâle mesure en moyenne 147,48 mm et la femelle 133,8 mm

## Étymologie
Cette espèce est nommée en l'honneur de Jorge Jim.

## Publication originale
- Stevaux, 2002 : A new species of Bufo Laurenti (Anura, Bufonidae) from northeastern Brazil. Revista Brasileira de Zoologia, vol. 19, p. 235-242 (texte intégral).